# Nizamijev mavzolej
Nizamijev mavzolej ( azerbajdžansko Nizami məqbərəsi), zgrajen v čast perzijskega pesnika iz 12. stoletja Nizamija Ganjavija, stoji tik pred mestom Ganja v Azerbajdžanu. Mavzolej je bil zgrajen leta 1947 na mestu starega porušenega mavzoleja, leta 1991 pa je bil ponovno zgrajen v sedanji obliki.

## Zgodovina
Nizamijeva grobnica je že več stoletij predstavlja kraj za romanje.  ZgodovinarVasilij Bartold trdi, da je bil mavzolej prvič omenjen v zgodovinskih kronikah leta 1606. Safavidski dvorni kronist Iskander Beg Munši je že takrat poročal, da je proti koncu februarja 1606 šah Abas I. dosegel Ganjo in se utaboril blizu grobnice šejka Nizamija,  kjer je 24. marca praznoval praznik Novruz. 
Med rusko-perzijsko vojno leta 1826 je blizu grobnice Nizami potekala odločilna bitka med ruskimi in perzijskimi silami. Ruske sile pod poveljstvom generala Ivana Paskeviča so premagale perzijsko vojsko in jo prisilile k umiku.  Ruski odposlanec v Perziji Aleksander Gribojedov je v svojem dnevniku omenil pogovor s pisateljem in zgodovinarjem Abbasgulujem Bakihanovom, takratnim članom ruske diplomatske misije, v katerem mu je slednji povedal, da je bila Elisabethpolska bitka blizu Nizamijeve grobnice. 

### Propad
Po besedah Bakikhanova je bil mavzolej v štiridesetih letih 19. stoletja porušen. Grobnico je zatem obnovil nekdanji vezir karabaškega kanata Mirza Adigozal beg. 
Leta 1873 je perzijski šah Naser al-Din Qajar na poti domov s svojega prvega potovanja po Evropi šel mimo mavzoleja. V svojem dnevniku omenja mavzolej šejka Nizamija ob cesti, približno pol lige ali več od Ganje, in ga opisuje kot "zelo ubogo zidano zgradbo". 
Na prelomu 20. stoletja je bil mavzolej v skoraj popolnoma porušenem stanju. Leta 1925 so izkopali pesnikov grob in izkopali njegove ostanke za ponovni pokop v središču Ganje, vendar je vodstvo sovjetskega Azerbajdžana odredilo ponovni pokop pesnika na istem mestu in postavitev začasnega spomenika.
Leta 1940, v povezavi z gradnjo novega mavzoleja, je arheološka raziskava odkrila globoko pod zemljo ostanke starodavnega mavzoleja iz 13. stoletja. Ostanki nadzemne zgradbe so bili obnovljeni v 19. stoletju. 
Leta 1947 je bil zgrajen nov mavzolej iz apnenca . Kasneje je sovjetska vlada v bližini mavzoleja zgradila tovarno za proizvodnjo aluminija . Nevarni izpusti iz tovarne so zgradbo resno poškodovali in do poznih osemdesetih let je propadla. 

## Zgradba
Sodobni mavzolej je visoka cilindrična stavba, obdana z vrtovi. Na eni strani so kovinski kipi v spomin na Nizamijeve epske pesmi . Mavzolej je zgrajen iz trdnih granitnih blokov, dostavljenih iz Ukrajine. Arhitekt zaslužen za izris je Farman Imamguliyev, kipe pa je ustvaril kipar Gorkhmaz Sujaddinov .